# L'últim tren a Auschwitz
L'últim tren a Auschwitz (en alemany: Der letze Zug) és una pel·lícula germano-txeca de 2006 dirigida per Joseph Vilsmaier i Dana Vávrová, escrita per Artur Brauner i interpretada per Gedeon Burkjard, Lale Yavas i Lena Beyerling.
La pel·lícula representa el destí d'alguns dels últims jueus que quedaven a Berlín, que l'abril de 1943 van ser retinguts a l'estació de Berlín-Grunewald i enviats al camp de concentració nazi d'Auschwitz. La pel·lícula destaca per la seva proximitat així com pel realisme implacable amb què apareix la brutalitat d'un transport al camp de concentració d'Auschwitz.

## Repartiment
- Gedeon Burkhard com a Henry Neumann
- Lale Yavas com a Lea Neumann
- Lena Beyerling com a Nina Neumann
- Sibel Kekilli com a Ruth Zilbermann
- Roman Roth com a Albert Rosen
- Brigitee Grothum com a Gabrielle Hellman
- Hans-Jürgen Silbermann com a Jakob Noschik
- Sharon Brauner com a Erika Friedlich
- Juraj Kukura com a Dr. Friedlich
- Ludwig Blochberger com a Crewes

## Producció i estrena
L'obra es va rodar a Alemanya i a Txèquia i va entrar en producció el maig de 2005 amb un pressupost de 2,7 milions d'euros. Durant el rodatge, el director Joseph Vilsmaier va caure d'una grua i va patir ferides permanents, encara que lleus. La producció es va aturar durant dues setmanes mentre estava hospitalitzat. El rodatge es va reprendre un cop Vilsmaier es va recuperar, però la seva dona, l'actriu Dana Vávrová, es va fer càrrec de les tasques de direcció mentre Vilsmaier supervisava.
La pel·lícula es va estrenar el 26 d'octubre de 2006 a la 40a edició del Festival Internacional de Cinema de Hof. El 9 de novembre de 2006, en ocasió del 68è aniversari de la Nit dels vidres trencats (Kristallnacht), la productora Companyia Central de Cinema (CCC-Filmkunst) la va difondre àmpliament als cinemes d'Alemanya.
La partitura musical de Chris Heyne va utilitzar música jueva, principalment en flaixbacs, per establir la identitat dels personatges a la pel·lícula, a més d'incorporar un subratllat orquestral original i música clàssica preexistent.

## Recepció
Eddie Cockrell de Variety va afirmar que tenia «valors de producció erràtics i caracteritzacions unidimensionals» i que està «destinat a festes especialitzades i cablers sense discerniment, amb un ús sòlid a l'aula auxiliar».
El diari Die Welt va considerar que la pel·lícula «sembla estar fora de temps i, en la seva negativa a ser historicitzada, probablement suposarà un xoc per a molts espectadors més joves que ja s'han acostumat a la llum de l'Holocaust». Per a Brauner, l'obra va tancar el cercle, ja que el productor va tornar a l'escenari de la seva primera pel·lícula Morituri de 1947. Els únics que van aconseguir escapar són acollits per partisans polonesos. Brauner també va trobar refugi una vegada amb els partisans polonesos durant la guerra.
Segons la crítica del Frankfurter Rundschau, és una «pel·lícula B de la varietat obscura, per la incapacitat dels seus creadors d'absorbir-se completament en els seus efectes».
El setmanari Der Spiegel, en canvi, va jutjar la pel·lícula com a «no ingènua sinó valenta, no romàntica sinó realista. Jueus alemanys que, com Henry i Lea Neumann (Burkhard i Yavas), lluiten per la supervivència dels seus fills; que, com Albert Rosen (Roman Roth), volen alliberar els seus companys presoners o com l'artista de cabaret Jakob Noschik (Silbermann) reconforten els seus companys: deuen haver existit així […] La dramatúrgia [de Brauner] no apaiva, sinó que és agitadora utilitzant els mitjans de la ficció.
El diari Die Tageszeitung va criticar la pel·lícula pel seu «format decoratiu»: «[És cínic] convertir la deportació dels jueus de Berlín en una sèrie de televisió interminable amb el tren sobre els Andes, al Kurdistan salvatge, a Bagdad o amb l'"últim tren" cap a San Fernando».
El Lexikon des internationalen Films afirma que: «L'intent de visibilitzar allò que encara no s'ha mostrat fracassa perquè la producció no implementa el disseny rigorós. En lloc de concentrar-se en la misèria dins d'un vagó de tren, la pel·lícula ofereix repetidament un respir a l'audiència mitjançant flaixbacs sense motivació i escapades cap a les arts i l'artesania».

## Premis i guardons
2007: Bayerischer Filmpreis – Premi especial del jurat per a Joseph Vilsmaier i Dana Vávrová
El Deutsche Film- und Medienbewertung (FBW) va atorgar a la pel·lícula la qualificació de «particularment valuosa».